# Wilcze Średnie
Wilcze Średnie [pronunciación en polaco: /ˈvilt͡ʂɛ ˈɕrɛdɲɛ/] es un pueblo ubicado en el distrito administrativo de Gmina Błędów, dentro del Condado de Grójec, Voivodato de Mazovia, en el este de Polonia central.